# Обаку
Обаку (яп. 黄檗, О:баку; кит. 黄檗, Хуан Бо) — японская школа дзэн-буддизма, которая была образована в 1661 году небольшой группой чаньских мастеров из Китая и их японских учеников из Мампуку-дзи в Удзи. Основатель школы Обаку — Ингэн Рюки (по-китайски — Иньюань Лунци).
Мампуку-дзи является главным храмом Обаку. На 2006 год он имеет 420 подчинённых храмов. Помимо вклада школы Обаку в культуру дзэн, школа распространила некоторые элементы культуры империи Мин по Японии. Многие монахи, пришедшие из Китая, были признанными мастерами-каллиграфами. К примеру, основатель Обаку Ингэн Рюки, а также два других мастера: Мокуан Сёто и Сокухи Нёицу были известны как Обаку-но сампицу (яп. 黄檗の三筆 О:баку-но сампицу, Три кисти Обаку). Как пишет исследователь дзэн-буддизма Стивен Хайне: «Сферы, на которое оказала влияние Обаку — или ответившие на это влияние — были многообразны. Обаку воздействовало даже на японскую культуру, в частности на ксилографические практики и живопись». Школа также принесла с собой новые знания о китайской медицине и архитектуре. Была введена практика автоматического письма, через которую, как считается, монахи Обаку осуществляли связь с даосским святым Чэнь Туанем.
Свои корни школа берет из китайской школы Линьцзи, что связывает её со школой Риндзай-сю, которая имеет схожее происхождение. Так, настоятели храмов как Обаку, так и Риндзай принадлежат к дхармической линии наследования Отокан, поэтому многие практики обеих школ ныне схожи. Тем не менее, так было не всегда. Раньше Обаку пейоративно называли «Нэмбуцу дзэн», что отражало совмещение школой дзэнских и амидаистских практик. Так описывает нынешнее состояние школы Обаку исследователь Хелен Барони: «С некоторыми исключениями, такими как стиль скандирования сутр (которые и поныне рецитируются с подобием фуцзяньского диалекта), храмы и монастыри Обаку крайне схожи с их риндзайскими аналогами». Будучи статистически самой малочисленной дзэнской сектой в современной Японии, Обаку, подобно школе Риндзай, известна особой консервативностью, что отличает её от во многом более «прогрессивной» Сото-сю.

## История
История Обаку-сю в Японии начинается в 1620 года. В те времена с постановления сёгуната китайским купцам было разрешено вести в Нагасаки торговые дела. Эти торговцы, в свою очередь, высказали пожелание, чтобы китайские монахи тоже смогли пребывать в Нагасаки. Китайские иноки нужны были купцам для удовлетворения религиозных нужд и постройки куда более привычных храмов позднего Мин. Сообщество китайских торговцев в Нагасаки было в восторге, когда к ним прибыл из Китая известный мастер школы Линьцзи и основатель секты Обаку Иньюань Лунци (он же Ингэн Рюки) с его группой учеников. Сам Иньюань был только рад покинуть родину — на тот момент она была охвачена войной. Ингэн имел конкретную цель — помочь развиться трём китайским храмам в Нагасаки. Эти храмы: Кофуку-дзи, Фукусай-дзи и Софуку-дзи также известны как «храмы счастья». Многие японцы услышали о проповеди Ингэна Рюки и отправились в Нагасаки, чтобы увидеться с прославленным учителем. Некоторая их часть присоединилась к его сообществу и стала учениками. Иньюань Лунци не планировал долго оставаться в Японии. Тем не менее, группа его японских учеников убедила его не возвращаться в Китай. Эти же последователи смогли добиться для Ингэна официального разрешения отправиться в Киото. Там Ингэн должен был стать новым настоятелем храма Мёсин-дзи, как того желал его ученик Рюкай Сёсэн. Верхи в Риндзай, школе, которой принадлежал храм, проявили сдержанность по отношению к такой идее. Их несогласие с Ингэном заключалось преимущественно в том, что дзэн, который проповедовал Рюки, был слишком «характерно китайским» и едва ли совместим с японским изводом этого учения. В результате этих событий Ингэн в 1661 году начинает постройку собственного храма в Удзи, который впоследствии стал известен как Обакусан Мампуку-дзи, головной храм школы Обаку. Это событие знаменовало собой появление новой школы дзэн-буддизма в Японии.
Строительство было завершено в 1669 году. Архитектурно храм был выполнен в стиле китайских обителей династии Мин. Возникновение школы Обаку поддерживалось правительством бакуфу, и рассматривалось как способ возрождения наиболее «правильных» религиозных практик школы Риндзай в Японии. Религиозные практики в Мампуку-дзи того времени сильно отличались от риндзайских. Так, Мампуку-дзи в своём подходе во многом подражал континентальным чаньским обычаям империи Мин, что выражалось, в частности, в смешивании с дзэн аспектов амидаизма. Как правило, в японском дзэн на первый план всегда выступали коаны и дзадзэн, а только потом храмовый ритуал, когда в Обаку оба этих религиозных аспекта были равноценны. Помимо этого, в монастырях Обаку был распространён монашеский устав Обаку Синги, в котором помимо традиционно дзэнских практик можно было отыскать рекомендации по скандированию нэмбуцу. Более того, в Обаку рецитировались амидаистские сутры под аккомпанемент китайской музыки.
После отхода от дел Ингэна в 1664 году и его смерти в 1673 году, другие китайские монахи-иммигранты продолжили традицию Обаку в Мампуку-дзи. Вторым настоятелем головной обители стал в 1664 самый выдающийся ученик Ингэна — Мокуан Сёто. Ещё век верхи в Мампуку-дзи состояли из китайских иммигрантов, когда японские адепты, как правило, отправлялись основывать новые обители школы. Четвертый настоятель храма Мампукудзи, Докутан Сёкэй имел дурную славу за чрезмерное увлечение практикой нэмбуцу, за что и получил кличку «Нэмбуцу Докутан».
Ещё один отличившийся адепт Обаку — Тэцугэн Доко (1630—1682). Он отпечатал всю трипитаку, пришедшую в Японию из империи Мин, на деревянных ксилографических блоках. Эта работа стала известна как тэцугэн-бан или обаку-бан.
На пост настоятеля Мампукудзи японцев стали пускать с 1740 года. Начиная с 1786 года все духовные верхи Обаку состоят из японцев.

## Особенности учения

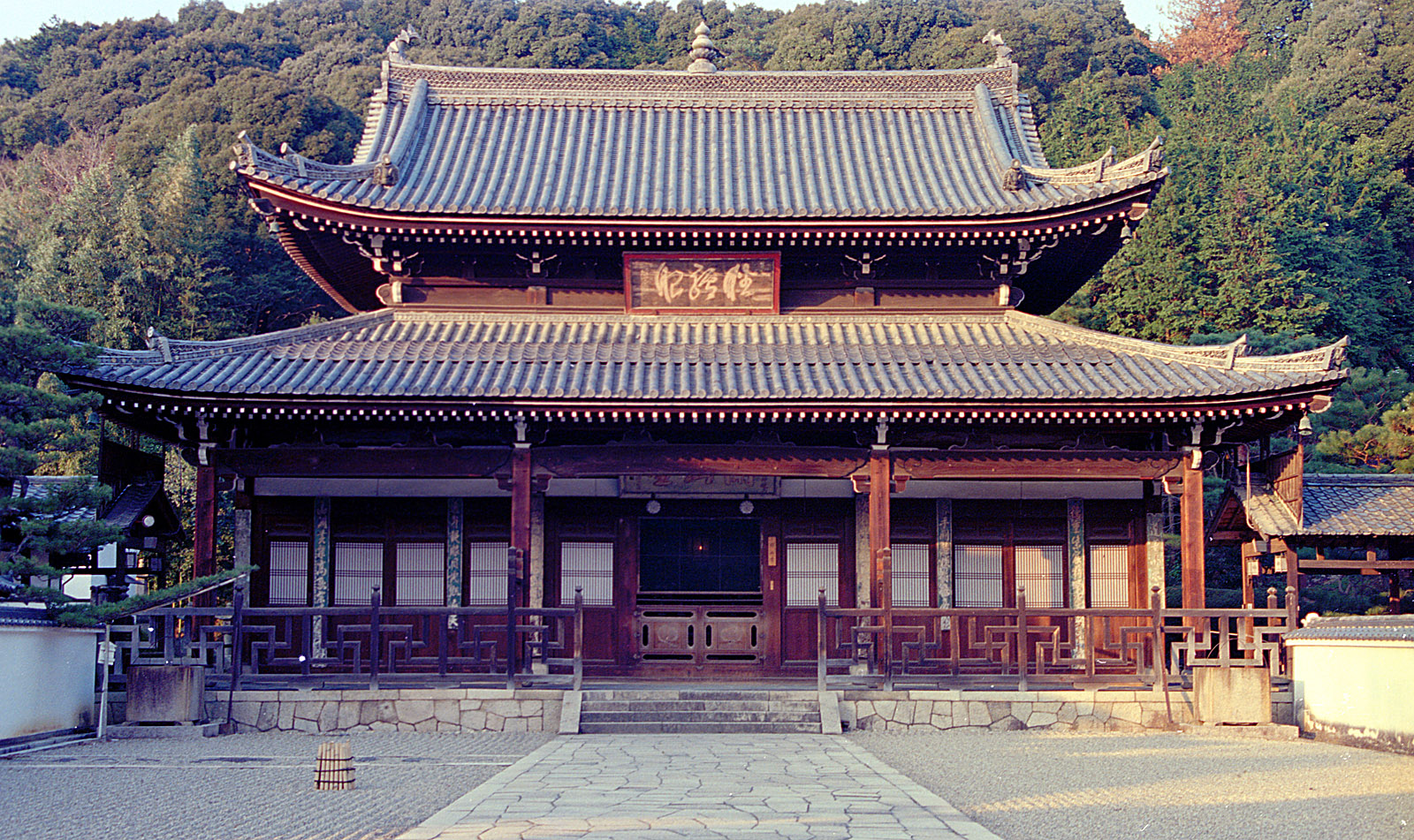
Храм Мампуку-дзи школы Обаку

Главным источником учения являлся монашеский устав «Обаку синги», также известный как «Правила непорочности Обаку», — текст, составленный в 1672 году с 10 главами, которые диктовали распорядок дня и жизни в Мампуку-дзи. В Обаку синги отражались и изменения, которые претерпел Чань-буддизм за своё существование в Китае, но в целом текст соответствовал классическим дзэнским монашеским уставам — «Чаньюань цингуй» (кит. 禪苑清規, по-японски — Дзэнъэн Синги, 1103 г.) и «Чисю Байчжан цингуй» (кит. 勅修百丈清規, по-японски - Тёкусю: Хякудзё Синги, имперские правила непорочности Байчжана), восходящими к винае и легендарному уставу, созданному, согласно дзэнской традиции, Байчжаном Хуайхаем (текст не сохранился). Устав «Обаку синги» сильно повлиял и на другие школы — строгое соблюдение монашеских обетов, на которое ставился основной акцент в «Правилах непорочности Обаку», пришлось по духу многим монахам других школ, давно позабывших монашескую дисциплину, процветавшую в дзэн лишь в эпохи Камакура и ранний Муромати. Так, реформаторы школы Сото, Соко Гэссю и Мандзан Дохаку обучались у мастеров Обаку. Кроме того, головной риндзайской обители Мёсин-дзи пришлось ввести новый монашеский устав, поскольку, с точки зрения риндзайских верхов, нависла особая опасность большого количества перебежчиков-прозелитов в школу Обаку.
Школа Обаку принесла в Японию винаю дхармагуптаков и новые китайские переводы сутр. Ещё одним нововведением для японского дзэн была практика «нэмбуцу коан», которая заключалась в одновременном повторении имени Будды Амиды и решении коана «Кто делает нэмбуцу?». Не вполне понятая и нередко осуждаемая многими японскими адептами, эта практика была обыденностью для китайской школы чань династии Мин. На момент своей институциализации школа Обаку была в авангарде возрождения строгой дзэнской монашеской дисциплины, которую другие две японские школы — Сото и Риндзай, почти что полностью предали забвению.
Хакуин Экаку (1687—1769) был большим борцом с влиянием Обаку на японский дзэн (в особенности, на школу Риндзай), чем сыскал себе множество единомышленников. Это движение особо не устраивала практика Нэмбуцу и непривычный для Японии подход к восприятию винаи. Силами последователей Хакуина эти религиозные элементы были заменены на те, которые им казались наиболее близкими эпохе первых дзэнских камакурских «первопроходцев» — Эйсая и Догэна.
Начиная с появления в должности главного настоятеля Рётю Нёрю (яп. 良忠如隆, 1793—1868), дзэнская монашеская пратика Обаку стала во многом копировать риндзайскую, каковой она и является и по сей день. Несмотря на это, некоторые культурные и монашеские различия с другими дзэнскими школами Японии остаются в Обаку-дзэн и поныне.

## Влияние на культуру мирян
Школа Обаку также известна особенной вегетарианской кухней футя рёри (яп. 普茶料理, футя рё: ри), версией японской буддийской кухни сёдзин рёри. Фактически футя рёри — это сёдзин рёри с китайскими особенностями. Введена эта кухня была самим Ингэном. Более того, благодаря Обаку в Японии появился чай сэнтя с особой разновидностью чайной церемонии.